# Kacsó Albert
Kacsó Albert (Nyárádmagyarós, 1921. június 7. – 1998. április 15.) magyar gyógyszerész, gyógyszerészeti szakíró.

## Életútja
Középiskolát Losoncon végzett (1944), oklevelét a marosvásárhelyi OGYI-n nyerte el (1951); itt kezdte pályáját a gyógyszerészeti karon, 1952-től a marosvásárhelyi gyógyszertárközpont igazgatója. Az államosítást követően átszervezte a Maros megyei falusi gyógyszertárakat (1953), vezette az OGYI gyógyszertár-szervezési és könyvelési tanszékét (1954–56); a Gyógyszerészeti Értesítő szerkesztője (1957), a marosvásárhelyi Egészségügyi Technikum tanára (1962–74), kiépítette a marosvásárhelyi gyógyszertári központot és galenika-laboratóriumot (1975), szerepe volt a mezőbándi gyógynövénytermesztő kísérleti telep létrehozásában (1977); a gyógyszerészeti tudományok doktora (1977).
Szaktanulmányait a Gyógyszerészeti Értesítő, Farmacia, Practica Farmaceutică, Revista Medicală – Orvosi Szemle, Note Botanice, Acta Hargitensia s más lapok közölték. Tárgykörei: a biostimulátorok hatása a gyógynövényekre, a Kis-Küküllő forrásvidékének és felső folyásának gyógynövényflórája, a perfúziós oldatok új, észszerűbb módszere.
Az 1989-es fordulat után bekapcsolódott a Romániai Magyar Kisgazdapárt munkájába, 1992-ben ő lett ott az egyik alelnök.